# Bereza (rejon kowelski)
Bereza (ukr. Береза) – wieś na Ukrainie w rejonie kowelskim, obwodu wołyńskiego, założona prawdopodobnie w 1860 roku. W II Rzeczypospolitej miejscowość wchodziła w skład gminy wiejskiej Górniki w powiecie kowelskim województwa wołyńskiego. Po II wojnie światowej w skład wsi włączono pobliskie niewielkie chutory: Chwoja, Howiczewo, Podrowocze, Sukacz, Zahackie, Zależeńskie.
Do 2020 w rejonie ratnieńskim.